# سینفرین
سینفرین (انگلیسی: Synephrine) یک آلکالوئید است که به‌طور طبیعی در برخی از گیاهان و جانوران و همچنین در فرآورده‌های دارویی تأیید شده به عنوان آنالوگ جایگزین متا آن به نام نئو سینفرین وجود دارد. این ماده به دلیل تأثیرات آدرنرژیک طولانی‌تر در مقایسه با اپی‌نفرین و نوراپی‌نفرین شناخته شده‌اند. این ماده در غلظت‌های بسیار کم در مواد غذایی رایج مانند آب پرتقال و سایر محصولات پرتقال (نوع مرکبات)، هر دو نوع «شیرین» و «تلخ» وجود دارد. عصاره‌های همان ماده یا سینفرین خالص شده نیز در ایالات متحده، گاهی در ترکیب با کافئین، به‌عنوان یک مکمل غذایی برای مصرف خوراکی که باعث کاهش وزن می‌شود، به بازار عرضه می‌شود. این ماده به دلیل خاصیت فشار خون بالا و منقبض کننده عروق)، عمدتاً به صورت تزریقی برای درمان موارد اورژانسی مانند شوک، و به ندرت به صورت خوراکی برای درمان مشکلات برونشیتی و تب یونجه موجود است.